# Sala Baker
Sala Baker (ur. 22 września 1976 w Wellington w Nowej Zelandii) – nowozelandzki aktor i kaskader.
Występował w roli Saurona w filmie w reżyserii Petera Jacksona (głosu postaci użyczał Alan Howard).

## Filmografia
- Deadpool 2 (2018) jako Dorosły Firefist
- Sleepless (2017) jako Bennik
- Braven (2017) jako Gentry
- Nice Guys. Równi goście (The Nice Guys) (2016) jako ochroniarz (niewymieniony w czołówce)
- '79 Parts (2015) jako Gonzo
- Bez litości (The Equalizer) (2014) jako człowiek Teddy’ego
- Parker (2013) jako Ernesto
- Iron Man 3 (2013) jako żołnierz Extremis
- Out of the Blue (2013) jako pomocnik
- Monster Mountain (2012) jako Bobo
- 62 Pickup (2012) jako Jimi
- Savages: Ponad bezprawiem (Savages) (2012) jako policjant na motocyklu
- The Bunglers (2012) jako Bo
- Księga ocalenia (The Book of Eli) (2010) jako zbir na terenie budowy
- Blood and Bone (2009) jako Jesus
- Błękitny deszcz (Powder Blue) (2009) jako zbir (niewymieniony w czołówce)
- Star Trek (2009) jako Romulanin z wieży wiertniczej (niewymieniony w czołówce)
- The Prince of Venice (2008) jako Lani
- Bezlitosna (Stiletto) (2008) jako sprzedawca w sklepie
- Królestwo (The Kingdom) (2007) jako porywacz
- F8 (2006) jako wykidajło
- Potheads: The Movie (2005) jako Grim
- Władca Pierścieni: Powrót króla (The Lord of the Rings: The Return of the King) (2003) jako Ork / Sauron
- Władca Pierścieni: Dwie wieże (The Lord of the Rings: The Two Towers) (2002) jako Uruk-hai
- Władca Pierścieni: Drużyna Pierścienia (The Lord of the Rings: The Fellowship of the Ring) (2001) jako Sauron

Źródło